# Joan Prat i Esteve
Joan Prat i Esteve   (Sabadell, 13 de juliol de 1904 - Viena, 15 d'agost de 1971), conegut pel seu pseudònim Armand Obiols, va ser un escriptor, periodista, traductor i crític literari català.

## Biografia
Autodidacte, fou corresponsal de La Veu de Catalunya i publicà articles de crítica al Diari de Sabadell i a La Publicitat. A mitjan anys 1920, s'havia creat un gran prestigi intel·lectual i tenia fama de crític dur i exigent, fins al punt d'haver de plegar de la secció “Buirac” del diari La Nau perquè la consideraren excessivament mordaç. Autodidacte i d'obra escassa i poc coneguda, fou un dels principals integrants, conjuntament amb Joan Oliver (Pere Quart) i Francesc Trabal, de l'anomenada Colla de Sabadell, fundada l'any 1919. Col·laborà en el vaixell insígnia del grup, les edicions La Mirada. Mostrà en tot moment un marcat rebuig per la burgesia de la seva ciutat. Fou durant el 1938 redactor en cap de la Revista de Catalunya.
El 1939, l'any que s'exilia a França un cop acabada la Guerra civil espanyola, comença una intensa i complicada relació amb Mercè Rodoreda, que durarà fins a la mort d'Obiols. Els seus consells literaris i el seu profund coneixement de la literatura catalana i universal seran enormement valuosos per a la creació narrativa de Rodoreda.
El 1951, entra a treballar a la UNESCO, de traductor a Ginebra. Uns anys més tard, s'instal·la a Viena, on exerceix d'assessor cultural, també per a la mateixa institució. Durant la darrera etapa de la seva vida, Obiols viu distanciat de Rodoreda, que reparteix el seu temps entre Ginebra, París i Barcelona. Malgrat la separació física, mantenen una intensa relació epistolar.
El 1971, a Viena, mor sobtadament a l'hospital de la Universitat. Pòstumament, el 1973, el seu amic Pere Quart aplega en Poemes la seva escassa producció poètica i escriu per a l'ocasió una notícia biogràfica d'Obiols.
El seu fons (dietaris, obra pròpia i articles) es pot consultar a l'Arxiu Històric de Sabadell. Des del 1988, la Fundació La Mirada publica la seva obra.

## Obra publicada
- 192?. Deucalió. Sabadell. Edicions La Mirada.
- 1973. Poemes: Oda a Catalunya-Cicle menor. Barcelona: 1973. Proa. Els llibres de l'Óssa Menor, 80.
- 1988. Mirall antic i altres poemes. Sabadell. Ajuntament de Sabadell. Ragtime, 2.
- 1996. Buirac. Sabadell. Fundació La Mirada. Ragtime, 4.
- 1997. El sastre i el diable. Sabadell. Fundació La Mirada. Plaquettes, 6.
- 2004. Bordeus 45. Sabadell. Fundació La Mirada. Plaquettes, 11.
- 2006. Lectures del romanticisme. Sabadell. Fundació La Mirada. Ragtime, 7.
- 2008. Quim i Elvira. Sabadell. Fundació La Mirada. Plaquettes, 14